# Sanguina aurantia
Espèce
Sanguina aurantia est une des deux espèces du genre Sanguina de la famille des Chlamydomonadaceae. Cette espèce est en partie responsable du Sang des glaciers.

## Description
L'espèce Sanguina aurantia est décrite en 2019 en même que la création du genre Sanguina et de la description de l'espèce-type Sanguina nivaloides. Cette espèce se distingue des autres cystes rouges par le nombre de couches de sa paroi cellulaire, la taille et la morphologie de sa cellule, son habitat et sa coloration plus orangée.
Les cystes sont sphériques avec une paroi lisse. Parfois, la couche la plus externe est plissée. Les cystes sont en général de tailles plus petites que les cystes de Sanguina nivaloides. Sanguina nivaloides peut être différentiée de l'espèce Sanguina aurantia par sa coloration rouge contre une coloration orange pour cette dernière.

## Taxonomie
Le nom correct complet (avec auteur) de ce taxon est Sanguina aurantia Leya, Procházková & Nedbalová, 2019,,.

### Étymologie
Le nom de cette espèce, son épithète aurantia, se réfère à la coloration orangée intracellulaire des cystes matures.

### Holotype
L'holotype de cette espèce Sanguina aurantia est le spécimen RS 0017–2010 consistant en des cystes (séchés et non viables) présents dans l'herbarium du jardin botanique et du musée botanique de Berlin-Dahlem.

### Phylogénie
Le genre Sanguina se distingue des autres genres de la famille Chlamydomonadaceae en formant un clade distinct après analyse phylogénique des gènes de l'ARN ribosomique 18S et rbcL. L'espèce Sanguina aurantia y forme un petit clade distinct

## Distribution
L'espèce Sanguina aurantia peut être retrouvée sur les champs de neige au pied du Fugleberget sur l'archipel Svalbard en Norvège.